# Prags pendeltåg
Prags pendeltåg (Esko Prag) är ett pendeltågssystem i Prag, Tjeckien. Nätet är ganska nytt och har varit i bruk sedan december 2007. Tågen körs av Tjeckiska järnvägen.

## Linjer
| Linje | Sträcka                             | Längd /km | Stationer |
| ----- | ----------------------------------- | --------- | --------- |
| S1    | Praha Masarykovo nádraží – Kolín    | 62        | 19        |
| S12   | Poříčany – Nymburk                  | 15        | 6         |
| S2    | Praha Masarykovo nádraží – Kolín    | 73        | 20        |
| S20   | Praha Masarykovo nádraží – Milovice | 73        | 9         |
| S22   | Lysá nad Labem – Milovice           | 5         | 2         |
| S29   | Praha-Vysočany – Strančice          | 32        | 11        |
| S3    | Praha-Vršovice – Všetaty            | 43        | 13        |
| S4    | Praha Masarykovo nádraží – Hněvice  | 40        | 17        |
| S41   | Praha-Hostivař – Roztoky u Prahy    | 14        | 5         |
| S5    | Praha Masarykovo nádraží – Kladno   | 31        | 10        |
| S6    | Praha-Smíchov – Beroun              | 34        | 12        |
| S7    | Úvaly – Beroun                      | 43        | 13        |
| S8    | Praha hlavní nádraží – Čerčany      | 57        | 23        |
| S80   | Praha hlavní nádraží – Dobříš       | 52        | 21        |
| S9    | Praha hlavní nádraží – Benešov      | 49        | 18        |
| Total | Total                               | 515       | 158       |